# Tom Nilsson (fotbollsspelare)
Tom Enock Nilsson, född 22 juli 1970, är en svensk före detta fotbollsspelare (försvarare) som bland annat representerade IK Sirius, Hammarby IF och Gais. 

## Biografi
Nilssons moderklubb är Sunnersta AIF. Han gick tidigt i karriären till IK Sirius, och 1988 flyttade han som 17-åring till Hammarby IF, där han blev kvar i tre säsonger innan han återvände till Sirius inför säsongen 1992. 1997 gick han till Gais i division II. Han var ordinarie i Gais A-lag under 1997, men spelade 1998 bara tre cupmatcher för klubben.
Nilsson spelade 14 U17- och 8 U19-landskamper för Sverige, men prövades aldrig på högre nivåer i landslagssammanhang.